# Сант'Анђело а Марано (Терамо)
Сант'Анђело а Марано (итал. Sant'Angelo a Marano) је насеље у Италији у округу Терамо, региону Абруцо.
Према процени из 2011. у насељу је живело 31 становника. Насеље се налази на надморској висини од 166 м.